# Beverly Hills (Missouri)
Beverly Hills ist eine Stadt mit dem Status „City“ im St. Louis County im US-Bundesstaat Missouri. Das U.S. Census Bureau hat bei der Volkszählung 2020 eine Einwohnerzahl von 475 ermittelt.

## Geographie
Die Koordinaten von Beverly Hills liegen bei 38°41'52" nördlicher Breite und 90°17'26" westlicher Länge.
Nach Angaben der United States Census 2010 erstreckt sich das Stadtgebiet von Beverly Hills über eine Fläche von 0,23 Quadratkilometer (0,09 sq mi).

## Bevölkerung
Nach der United States Census 2010 lebten in Beverly Hills 574 Menschen verteilt auf 243 Haushalte und 149 Familien. Die Bevölkerungsdichte betrug 2495,7 Einwohner pro Quadratkilometer (6377,8/sq mi).
Die Bevölkerung setzte sich 2010 aus 4,2 % Weißen, 92,7 % Afroamerikanern, 0,2 % Asiaten, 1,4 % aus anderen ethnischen Gruppen und 1,6 % stammten von zwei oder mehr Ethnien ab.
In 28,0 % der Haushalten lebten Personen unter 18 Jahre und in 11,5 % Menschen die 65 Jahre oder älter waren. Das Durchschnittsalter betrug 40,6 Jahre und 45,6 % der Einwohner waren Männlich.

## Belege
1. ↑  Explore Census Data Total Population in Beverly Hills city, Missouri. Abgerufen am 2. Februar 2023.
2. ↑   United States Census
3. ↑   American Fact Finder